# جنیستئین
ژنیستئین (به انگلیسی: Genistein) یک ترکیب شیمیایی با شناسه پاب‌کم ۵۲۸۰۹۶۱ است. که جرم مولی آن ۲۷۰٫۲۴۱ g/mol می‌باشد. 